# 高知鋸鱗魚
高知鋸鱗魚為輻鰭魚綱金眼鯛目金鱗魚亞目金鱗魚科鋸鱗魚屬的其中一種，該物種分布於西北太平洋的日本海域，體長可達15.4公分，棲息在礁石區。

## 擴展閱讀
維基物種上的相關：高知鋸鱗魚